# 大马烯酮
大马烯酮（英語：Damascenone）是一类有机化合物，分子式C13H18O，存在于一些精油中，能由類胡蘿蔔素降解而来。